# White Fox
White Fox (japonsky 株式会社 WHITE FOX, Kabušiki gaiša Howaito Fokkusu) je japonské animační studio. Bylo založeno v dubnu 2007 Gakuem Iwasou. Vzniklo odtržením od studia OLM. Prvotinou studia je anime seriál Tears to Tiara. Mezi nejúspěšnější, jím produkované, anime seriály patří Steins;Gate, Akame ga Kill! a Re: Zero kara hadžimeru isekai seikacu.

## Tvorba

### Televizní seriály
| Rok  | Název                                                   | Režie                       | Od               | Do                | Díly | Poznámky                                                                                    | Zdroje |
| ---- | ------------------------------------------------------- | --------------------------- | ---------------- | ----------------- | ---- | ------------------------------------------------------------------------------------------- | ------ |
| 2009 | Tears to Tiara                                          | Tomoki Kobajaši             | 6. dubna 2009    | 28. září 2008     | 26   | Založeno na erotickém taktickém RPG od studia Leaf.                                         | [ 3 ]  |
| 2010 | Katanagatari                                            | Keitaro Motonaga            | 26. ledna 2010   | 11. prosince 2010 | 12   | Adaptace série light novel, jejímž autorem je Nisio Isin.                                   | [ 4 ]  |
| 2011 | Steins;Gate                                             | Hiroši Hamasaki Takuja Sató | 6. dubna 2011    | 14. září 2011     | 24   | Založeno na vizuálním románu od studií 5pb. a Nitroplus.                                    | [ 5 ]  |
| 2012 | Jormungand                                              | Keitaro Motonaga            | 10. dubna 2012   | 26. června 2012   | 12   | Adaptace série mangy, jejíž mangakou je Keitaró Takahaši.                                   | [ 6 ]  |
| 2012 | Jormungand: Perfect Order                               | Keitaro Motonaga            | 10. října 2012   | 26. prosince 2012 | 12   | Druhá řada anime seriálu Jormungand.                                                        | [ 7 ]  |
| 2013 | Hataraku maó-sama!                                      | Naoto Hosoda                | 4. dubna 2013    | 27. června 2013   | 13   | Adaptace série light novel, jejímž autorem je Satoši Wagahara.                              | [ 8 ]  |
| 2014 | SoniAni: Super Sonico The Animation                     | Keniči Kawamura             | 6. ledna 2014    | 24. března 2014   | 12   | Založeno na videohře od studia Nitroplus.                                                   | [ 9 ]  |
| 2014 | Gočúmon wa usagi desu ka?                               | Hirojuki Hašimoto           | 10. dubna 2014   | 26. června 2014   | 12   | Adaptace čtyř panelové série mangy, jejíž mangakou je Koi.                                  | [ 10 ] |
| 2014 | Akame ga Kill!                                          | Tomoki Kobajaši             | 7. července 2014 | 15. prosince 2014 | 24   | Adaptace série mangy, jejíž mangakou je Takahiro.                                           | [ 11 ] |
| 2015 | Utawarerumono: Icuwari no kamen                         | Keitaro Motonaga            | 3. října 2015    | 26. března 2016   | 25   | Založeno na taktickém RPG od studia Leaf.                                                   | [ 12 ] |
| 2015 | Gočúmon wa usagi desu ka??                              | Hirojuki Hašimoto           | 10. října 2015   | 26. prosince 2015 | 12   | Druhá řada anime seriálu Gočúmon wa usagi desu ka? V koprodukci se studiem Kinema Citrus.   | [ 13 ] |
| 2016 | Re:Zero kara hadžimeru isekai seikacu                   | Masaharu Watanabe           | 4. dubna 2016    | 19. září 2016     | 25   | Adaptace série light novel, jejímž autorem je Tappei Nagacuki.                              | [ 14 ] |
| 2016 | Sóšin šódžo Matoi                                       | Masajuki Sakoi              | 4. října 2016    | 29. prosince 2016 | 12   | Původní dílo, které napsal Jósuke Kuroda.                                                   | [ 15 ] |
| 2017 | Zero kara hadžimeru mahó no šo                          | Tecuo Hirakawa              | 10. dubna 2017   | 26. června 2017   | 12   | Adaptace série light novel, jejímž autorem je Kakeru Kobaširi.                              | [ 16 ] |
| 2017 | Šódžo šúmacu rjokó                                      | Takaharu Ozaki              | 6. října 2017    | 22. prosince 2017 | 12   | Adaptace série mangy, jejíž mangakou je Cukumizu.                                           | [ 17 ] |
| 2018 | Steins;Gate 0                                           | Keniči Kawamura             | 12. dubna 2018   | 27. září 2018     | 23   | Založeno na vizuálním románu od studií 5pb. a Nitroplus.                                    | [ 18 ] |
| 2018 | Goblin Slayer                                           | Takaharu Ozaki              | 7. října 2018    | 30. prosince 2018 | 12   | Adaptace série light novel, jejímž autorem je Kumo Kagju.                                   | [ 19 ] |
| 2019 | Arifureta šokugjó de sekai saikjó                       | Kindži Jošimoto             | 8. července 2019 | 7. října 2019     | 13   | Adaptace série light novel, jejímž autorem je Rjo Širakome. V koprodukci se studiem Asread. | [ 20 ] |
| 2019 | Šinčó júša: Kono júša ga ore Tueee kuse ni šinčó sugiru | Masajuki Sakoi              | 2. října 2019    | 27. prosince 2019 | 12   | Adaptace série light novel, jejímž autorem je Light Tučihi.                                 | [ 21 ] |
| 2020 | Re: Zero kara hadžimeru isekai seikacu 2                | Masaharu Watanabe           | 8. července 2020 | 24. března 2021   | 25   | Druhá řada anime seriálu Re: Zero kara hadžimeru isekai seikacu.                            | [ 22 ] |
| 2022 | Utawarerumono: Futari no hakuoro                        | Keniči Kawamura             | 3. července 2022 | bude oznámeno     | 28   | Založeno na taktickém RPG od společnosti Aquaplus.                                          | [ 23 ] |

### OVA/ONA
| Rok  | Název                                                     | Režie                                                   | Od                 | Do                 | Díly | Poznámky | Zdroje |
| ---- | --------------------------------------------------------- | ------------------------------------------------------- | ------------------ | ------------------ | ---- | --- | ------ |
| 2012 | Steins;Gate: Ókóbakko no Poriomania                       | Hiroši Hamasaki (šéf) Takuja Sató (šéf) Tomoki Kobajaši | 22. února 2012     | 22. února 2012     | 1    | Neodvysílaný díl anime seriálu Steins;Gate.                                                                                                   | [ 24 ] |
| 2013 | DPR: Dual-frequency Precipitation Radar                   | —                                                       | 17. října 2013     | 17. října 2013     | 1    | Krátké anime vyrobené pro agentury JAXA a NASA, které propaguje vesmírnou misi GPM/DPR.                                                       | [ 25 ] |
| 2014 | Steins;Gate: Sómei eiči no Cognitive Computing            | Keničiró Murakawa                                       | 14. října 2014     | 11. listopadu 2014 | 4    | Krátká ONA série založená na anime seriálu Steins;Gate.                                                                                       | [ 26 ] |
| 2015 | Kjókaimendžó no Miššingu Rinku                            | Hiroši Hamasaki Takuja Sató                             | 2. prosince 2015   | 2. prosince 2015   | 1    | Alternativní díl 23 (epizoda 23β) anime seriálu Steins;Gate byl odvysílán při opětovném vysílání řady po odvysílání druhé řady Steins;Gate 0. | [ 27 ] |
| 2018 | Utawarerumono: Tusukuru-kódžo no karei naru hibi          | Keitaro Motonaga                                        | 26. dubna 2018     | 26. dubna 2018     | 1    | Vydáno ve speciální kolekci videoherního remaku Utawarerumono: Čirijukumono e no Komoriuta na PS4/PS Vita.                                    |        |
| 2018 | Re: Zero kara hadžimeru isekai seikacu: Memory Snow       | Tacuja Kojanagi (šéf) Masaharu Watanabe                 | 6. října 2018      | 6. října 2018      | 1    | | [ 28 ] |
| 2018 | Steins;Gate 0: Keššó takei no Barentain                   | Keniči Kawamura                                         | 21. prosince 2018  | 21. prosince 2018  | 1    | Neodvysílaný díl anime seriálu Steins;Gate 0.                                                                                                 | [ 29 ] |
| 2019 | Re: Zero kara hadžimeru isekai seikacu: Hjókecu no Kizuna | Keniči Kawamura (šéf) Masaharu Watanabe                 | 8. listopadu 2019  | 8. listopadu 2019  | 1    | Prequel anime seriálu Re: Zero kara hadžimeru isekai seikacu.                                                                                 | [ 30 ] |
| 2019 | Arifureta šokugjó de sekai saikjó                         | Kindži Jošimoto                                         | 25. listopadu 2019 | 26. února 2020     | 2    | Neodvysílaný díl anime seriálu Arifureta šokugjó de sekai saikjó. V koprodukci se studiem Asread.                                             | [ 31 ] |

### Filmy
| Rok  | Název                                          | Režie                                                    | Premiéra           | Poznámky                                          | Zdroje |
| ---- | ---------------------------------------------- | -------------------------------------------------------- | ------------------ | ------------------------------------------------- | ------ |
| 2013 | Gekidžóban Steins;Gate: Fuka rjóiki no déjà vu | Hiroši Hamasaki (šéf) Takuja Sató (šéf) Kandži Wakabajaš | 20. dubna 2013     | Pokračování anime seriálu Steins;Gate.            | [ 32 ] |
| 2018 | Peace Maker Kurogane: Omoumiči                 | Šigeru Kimija                                            | 2. června 2018     | Pokračování anime seriálu Peace Maker Kurogane.   | [ 33 ] |
| 2018 | Peace Maker Kurogane: Júmei                    | Šigeru Kimija                                            | 17. listopadu 2018 | Pokračování filmu Peace Maker Kurogane: Omoumiči. | [ 33 ] |
| 2020 | Goblin Slayer: Goblin's Crown                  | Takaharu Ozaki                                           | 1. února 2020      | Pokračování anime seriálu Goblin Slayer.          | [ 34 ] |

### Videohry
| Rok  | Název             | Datum vydání  | Vydavatel | Platformy                                                           | Poznámky                                         | Zdroje |
| ---- | ----------------- | ------------- | --------- | ------------------------------------------------------------------- | ------------------------------------------------ | ------ |
| 2018 | Steins;Gate Elite | 20. září 2018 | 5pb.      | PlayStation 4, PlayStation Vita, Nintendo Switch, Microsoft Windows | Byly použity záběry z anime seriálu Steins;Gate. | [ 35 ] |